# Asnar I Galí
Asnar I Galí (en castellà Aznar Galíndez; ? - 839) fou comte d'Aragó (809-820) i comte d'Urgell i Cerdanya (820-824).
Fou designat comte d'Aragó a la mort del comte Oriol d'Aragó. Així mateix el 820 fou designat comte de Cerdanya i d'Urgell. Algunes fonts l'esmenten també com a comte de Jaca. Asnar I era besnet de Galí, probablement el cap de la família que va introduir els francs a la regió i va governar sota influència franca.
El 820, la facció local contrària als francs i liderada per Garcia I d'Aragó, espòs de la seva filla, li va prendre per la força el comtat d'Aragó. Després, Asnar I va viatjar a la cort de l'emperador Lluís el Pietós a Aquisgrà que li va entregar els comtats d'Urgell i Cerdanya. El 824, aquests van passar a mans del seu fill Galí I Asnar que uns anys més tard recuperaria també Aragó.

## Descendència
Casat amb Enneca Garcés, que actualment es creu que va ser una dama de Gascunya, va tenir quatre fills: 
- Matrona, casada amb Garcia I d'Aragó, que va deposar Asnar I al comtat d'Aragó.
- Eilo .
- Centulf.
- Galí II d'Aragó (?-867), comte d'Aragó i Urgell i Cerdanya